# Darłowo (maják)
Maják Darłowo (polsky: Latarnia Morska Darłowo, anglicky: Darłowo Lighthouse) stojí v Polsku na pobřeží Baltského moře v obci (gmině) Darłowo ve Sławieńském okrese v Západopomořanském vojvodství.
Nachází se mezi Majáky Jarosławiec a Gąski. Maják je kulturní památkou zapsanou v seznamu kulturních památek Západopomořanského vojvodství pod číslem A-397 z 15. května 2009.

## Historie
První zmínka o majáku pochází z roku 1715, kdy městská rada Darłowa nařídila postavit na obou stranách ústí řeky Wieprz světla. Maják byl postaven v roce 1885. Již dříve byl postaven maják vysoký šest metrů a malý patrový dům pro obsluhu majáku. Dosah červeného světla byl 6 námořních mil (nm). V roce 1899 byla vyměněná lampa a v roce 1904 změněna červená barva světla za bílé světlo. V roce 1927 byla věž majáku zvýšená a ukončena ochozem s kovovým zábradlím. Lucerna byla vybavena žárovkou o výkonu 1000 W ve Fresnelově čočce. V roce 1996 byla nahrazena halogenovými reflektory. Maják byl v roce 2009 zapsán do seznamu kulturních památek a v roce 2006 byla provedena generální oprava.
Maják je ve správě Námořního úřadu (Urząd Morski) ve Slupsku. Maják je přístupný veřejnosti v letních měsících.

## Popis
Hranolová věž na čtvercovém půdorysu je spojena k dvoupodlažní budovou. Maják je postaven z červených neomítaných cihel, ukončený ochozem s válcovou lucernou krytou kopulí. Zdrojem světla je halogenový reflektor o výkonu 500 W v půl cylindrické Fresnelově čočce. Dosvit je 15 námořních mil. Věž má červenou barvu a bílý ochoz s lucernou.
Stěna domu ze strany moře bývá v zimě pokryta vrstvou ledu. Proto tato severní stěna byla zesílená další cihelnou zdí omítnutou cementovou maltou na tloušťku 54 cm. Dlouhou dobu z důvodů zasolení a vlhkých zdí nebyl maják přístupný veřejnosti. Po generální opravě v roce 2006 je opět přístupný.

## Data
- výška světla byla 19,7 m n. m.[6]
- dva záblesky bílého světla v intervalu 15 sekund

označení:
- Admirality C2918
- NGA 6564
- ARLHS POL-003

## Galerie

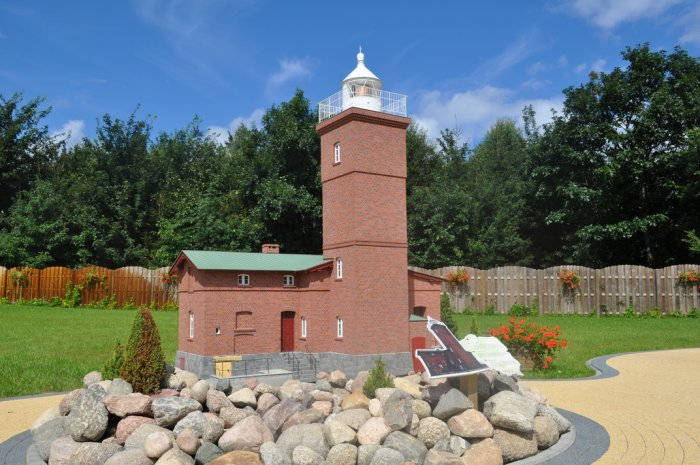
Model majáku v Parku miniatur, Niechorze
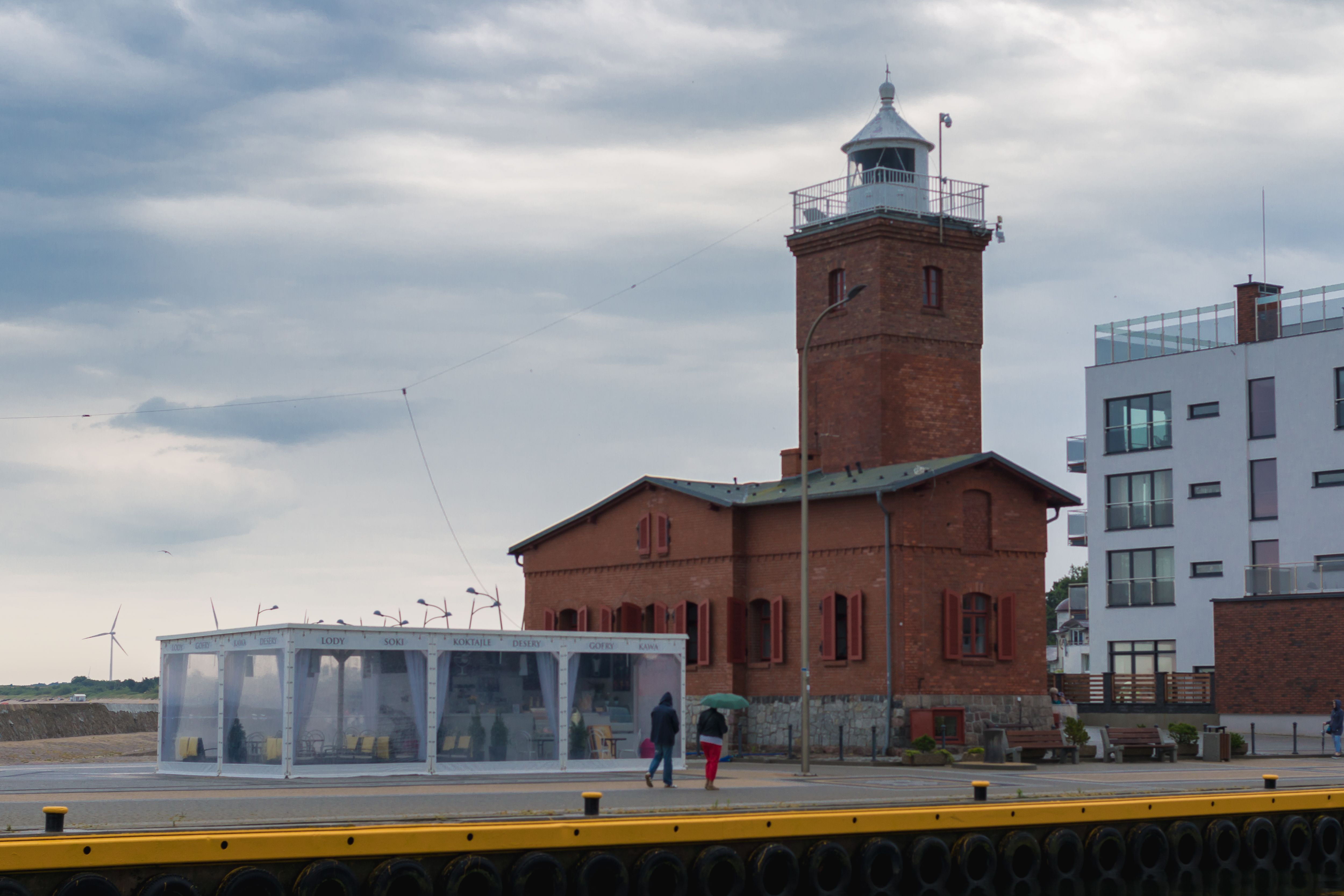
Maják v roce 2018
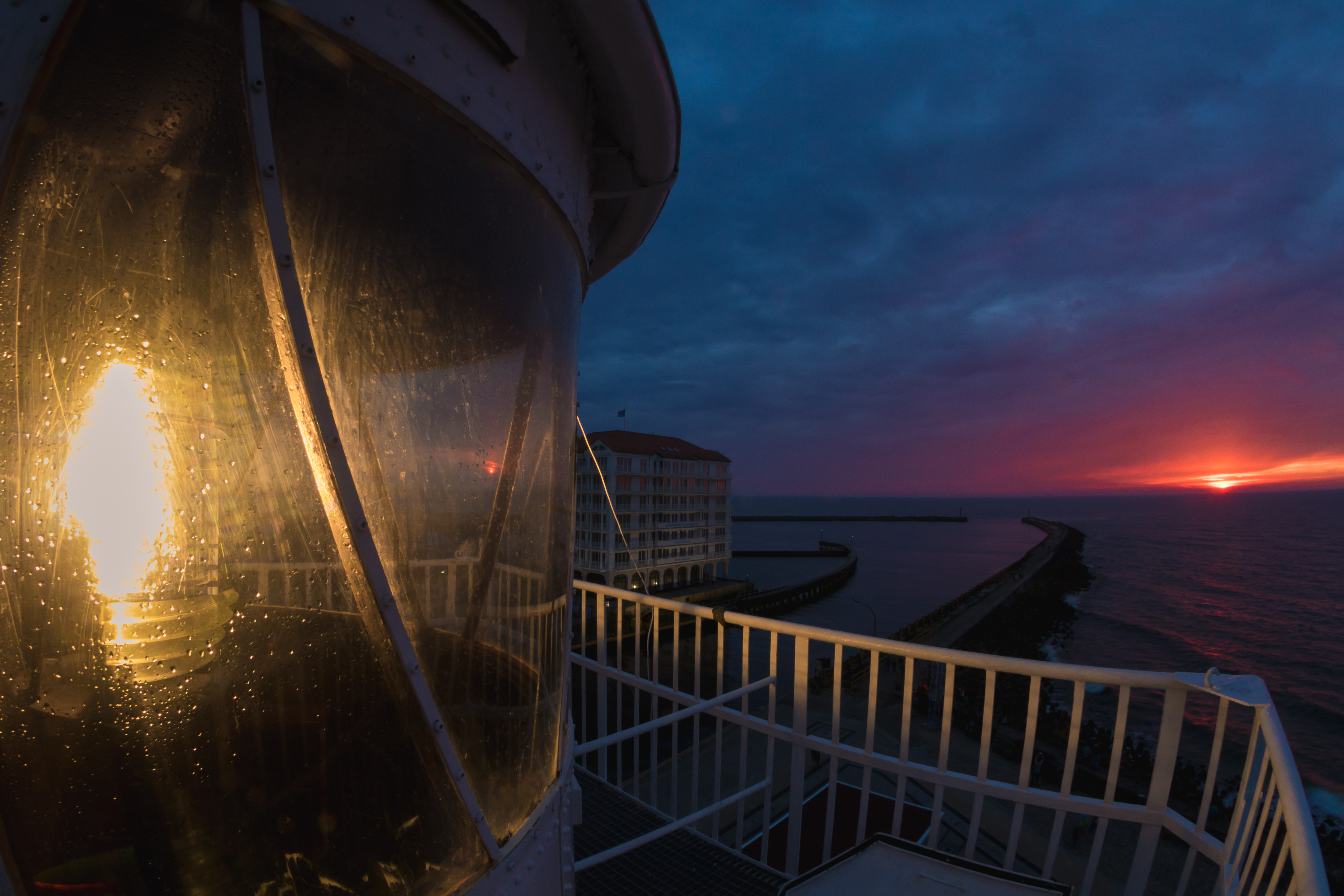
Lampa